# Fultonspeech

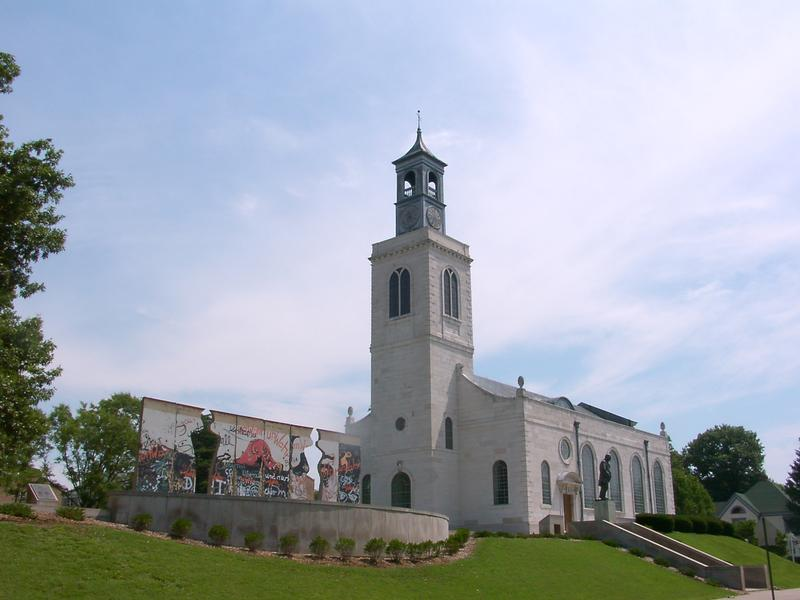
Het National Churchill Museum met de Churchill muur

De naam Fultonspeech wordt gegeven aan de speech gehouden door Winston Churchill op 5 maart 1946.
De speech werd gehouden in het Westminster College in Fulton, Missouri. Dit wordt over het algemeen gezien als het begin van de Koude Oorlog.
In het Westminster College is nu het National Churchill Museum gevestigd.

## De toespraak
Van Stettin aan de Oostzee tot Triëst aan de Adriatische Zee, is een ijzeren gordijn neergelaten dwars door het Europese continent. Achter die lijn liggen alle hoofdsteden van de oude staten van Centraal en Oost-Europa: Warschau, Berlijn, Praag, Wenen, Boedapest, Belgrado, Boekarest en Sofia. Al deze beroemde steden en de bevolkingen eromheen, liggen binnen de Russische sfeer en zijn alle in een of andere vorm onderworpen, niet alleen aan de Sovjet-Russische invloed, maar in grote en steeds grotere mate aan directe beheersing door Moskou. Alleen Athene, met zijn roemrijk verleden, kan vrij beslissen over zijn toekomst in verkiezingen onder Brits, Amerikaans en Frans toezicht. De door Rusland gedomineerde regering van Polen is aangemoedigd om enorme en ontoelaatbare inbreuken te maken op Duitsland, en massale verdrijving van miljoenen Duitsers op een afschuwelijke en ongekende schaal vinden nu plaats. De communistische partijen, die heel klein waren in deze oostelijke staten van Europa, zijn in aanzien en macht verheven in geen verhouding tot hun getal en trachten overal totalitaire macht te verkrijgen. Politie-regeringen hebben bijna overal de overhand, en tot dusver bestaat er, behalve in Tsjechoslowakije, geen ware democratie.